# Moreno Hofland
Moreno Hofland (* 31. August 1991) ist ein ehemaliger niederländischer Radrennfahrer.

## Karriere
Hofland gewann 2009 zwei Etappen sowie die Gesamtwertung des französischen Junioren-Etappenrennens Trophée Centre Morbihan und wurde Vierter bei der Juniorenaustragung der Flandern-Rundfahrt. In seiner ersten Saison für die niederländische Mannschaft  Rabobank Continental Team erreichte er unter anderem einen siebten Gesamtplatz bei der Thüringen-Rundfahrt. 2011 war er auf zwei Etappen des französischen Rennens Kreiz Breizh Elites erfolgreich, womit er erstmals Siege auf der UCI Europe Tour feiern konnte. 2011 sowie 2012 gewann er eine Etappe der Tour de l’Avenir. Ebenfalls 2012 wurde er niederländischer U23-Meister im Straßenrennen.
2013 entschied er die Gesamtwertung der Tour of Hainan für sich. 2014 sowie 2015 gelangen Hofland mehrere Etappensiege, darunter bei Paris–Nizza 2014.
2017 wurde Moreno Hofland Dritter im Straßenrennen der Straßen-Europameisterschaft im Straßenrennen.

## Erfolge
2011
- zwei Etappen Kreiz Breizh Elites
- Mannschaftszeitfahren Vuelta a León
- eine Etappe Tour de l’Avenir

2012
- Mannschaftszeitfahren Thüringen-Rundfahrt
- Niederländischer Meister – Straßenrennen (U23)
- eine Etappe Kreiz Breizh Elites
- eine Etappe Tour de l’Avenir

2013
- Gesamtwertung, drei Etappen und Punktewertung Tour of Hainan

2014
- eine Etappe Vuelta a Andalucía
- eine Etappe Paris–Nizza
- Volta Limburg Classic
- zwei Etappen Tour of Utah
- eine Etappe Tour of Hainan

2015
- eine Etappe Tour de Yorkshire
- eine Etappe Ster ZLM Toer

2017
- Europameisterschaft – Straßenrennen
- Famenne Ardenne Classic

## Teams
- 2010 Rabobank Continental
- 2011 Rabobank Continental Team
- 2012 Rabobank Continental Team
- 2013 Belkin-Pro Cycling Team
- 2014 Belkin-Pro Cycling Team
- 2015 Team Lotto NL-Jumbo
- 2016 Team Lotto NL-Jumbo
- 2017 Lotto Soudal
- 2018 Lotto Soudal
- 2019 EF Education First
- 2020 EF Pro Cycling
- 2021 EF Education-Nippo